# خرق العقد
خرق العقد (بالإنجليزية: Breach of contract)‏ هو سبب دعوى قانوني ونوع من المخالفات المدنية، حيث لا يتم احترام اتفاقية ملزمة أو صفقة تبادل من جانب طرف واحد أو عدة أطراف مُشاركة في العقد بسبب عدم إنجاز المطلوب أو التشويش على أداء الطرف الآخر. يحدث الخرق عندما يفشل طرف في العقد في الوفاء بالتزامه كما هو مُوضَّح في العقد، أو يُبلِغ عن نية الفشل في الالتزام بالعقد أو يبدو بطريقة أخرى غير قادر على الوفاء بالتزامه بموجب العقد.